# Ryota Takahashi
Ryota Takahashi (高橋 良太 Takahashi Ryota?), född 28 december 1986 i Tokushima prefektur, är en japansk före detta fotbollsspelare.
Takahashi började sin karriär 2005 i Nagoya Grampus Eight. Efter Nagoya Grampus Eight spelade han för FC Kariya och Zweigen Kanazawa. Han avslutade karriären 2014.